# Miguel Sánchez Requejo
Miguel Sánchez Requexo o Requejo, llamado "el Divino" (Valladolid, 28 de enero de 1560 - d. de 1620), dramaturgo y poeta español, uno de los padres de la comedia nacional o nueva del Siglo de Oro español.

## Biografía
Se conserva una partida de nacimiento a nombre de Miguel Sánchez en la parroquia de San Miguel de Valladolid (28 de enero de 1560), aunque el nombre de pila y el apellido eran y son harto comunes. Según el Laurel de Apolo (1628-1630) de Lope de Vega, donde le prodiga el elogio extremo de ser “El primer maestro que han tenido / las musas de Terencio”, era vallisoletano, lo que es de creer, ya que fue amigo suyo y lo elogia además en el Arte nuevo de hacer comedias (1609), donde afirma que “el engañar con la verdad es cosa / que ha parecido bien, como lo usaba / en todas sus comedias Miguel Sánchez, / digno por la invención, de esta memoria”. El elogio al vallisoletano lo reitera el Fénix en La Arcadia y La Filomena (1621) y, en todo caso, se sabe que estuvo avecindado en la ciudad, como cuenta otro admirador suyo, Miguel de Cervantes. Hay un título de bachiller en cánones expedido a su nombre en la universidad vallisoletana el 17 de diciembre de 1584 y a ciencia cierta se sabe que fue secretario del obispo de Osma Enrique Enríquez Manrique, a quien siguió como tal a Cuenca y a Plasencia; en 1628 Lope lo nombra ya como fallecido en esta última ciudad. Ingenio muy renombrado por sus contemporáneos (también lo cita Agustín de Rojas en El viaje entretenido, de 1603, como diestro autor de coplas: “El divino Miguel Sánchez / ¿quién no sabe lo que inventa? / Las coplas tan milagrosas, sentenciosas y discretas / que compone de continuo; / la propiedad grande de ellas / y el decir bien de ellas todos, / que ésta es su mayor grandeza”), solo se le recuerda hoy por dos comedias, aunque se conserva el texto de tres, una de ellas inédita, y Stefano Arata encontró además en la Biblioteca Real de Madrid una cuarta, La desgracia venturosa. En 1594 escribió unos versos preliminares laudatorios a la traducción del El Nascimiento y primeras empresas del conde Orlando de Ludovico Dolce, traducidas por el regidor vallisoletano Pero López Henríquez de Calatayud e impresa en Valladolid en 1594. Se conserva, además, una Carta de Miguel Sánchez Requejo a Diego Sarmiento de Acuña, dándole su parecer acerca de la comedia de los Sarmientos (Valladolid, 13 de diciembre de 1606), importante por ser una de las escasas críticas teatrales que se conservan de piezas del siglo XVII.
De las obras líricas de Miguel Sánchez quedan, fuera de algunos sonetos liminares, tres ejemplos: el romance caballeresco "Oíd, señor don Gaiferos," impreso en el Romancero general (Madrid: Juan de la Cuesta, 1603), las Silvas del inocente cordero (1605)  y una "Canción a Cristo crucificado" que se publicó en la famosa antología Primera parte de las flores de poetas ilustres de España (Valladolid: Pedro de Espinosa, 1605). Las comedias que debemos atribuirle con seguridad son tres. La isla bárbara, manuscrito de la Biblioteca Nacional de Madrid, con aprobación de 1611, aunque Félix de Latassa afirmó haber visto otro manuscrito autógrafo fechado en 1589, que ha desaparecido. Hugo Rennert cita un tercero en la Biblioteca Nazionale di Napoli. De La guarda cuidadosa hay otro manuscrito del siglo XVII en la Biblioteca Nacional; ambas comedias están impresas: La guarda cuidadosa en la Flor de las comedias de España de diferentes autores, Quinta parte (Alcalá, 1615), en el tomo 43 de la Biblioteca de Autores Españoles, y junto con La isla bárbara en la citada edición de Rennert. La isla bárbara salió a la imprenta atribuida a Lope de Vega en Doze comedias de varios autores (Tortosa: Francisco Marrorell, 1638). La tercera comedia, El cerco y toma de Túnez y la Goleta por el Emperador Carlos Quinto, que todavía yace inédita, está manuscrita en Biblioteca Nacional de Madrid, pero es de atribución dudosa y críticamente muy compleja; Hugo Rennert no la cree de Sánchez, pero sí tanto Cayetano Alberto de la Barrera como Agustín Durán.

## Obras

### Lírica
- Oíd, señor don Gaiferos
- Silvas del inocente cordero (1605)
- Canción a Cristo crucificado (1605)

### Teatro
- La isla bárbara, 1585, comedia autógrafa..
- La guarda cuidadosa, 1615.
- El cerco y toma de Túnez y la Goleta por el Emperador Carlos Quinto
- La desgracia venturosa, c. 1590-1598.